# Franz Hopf

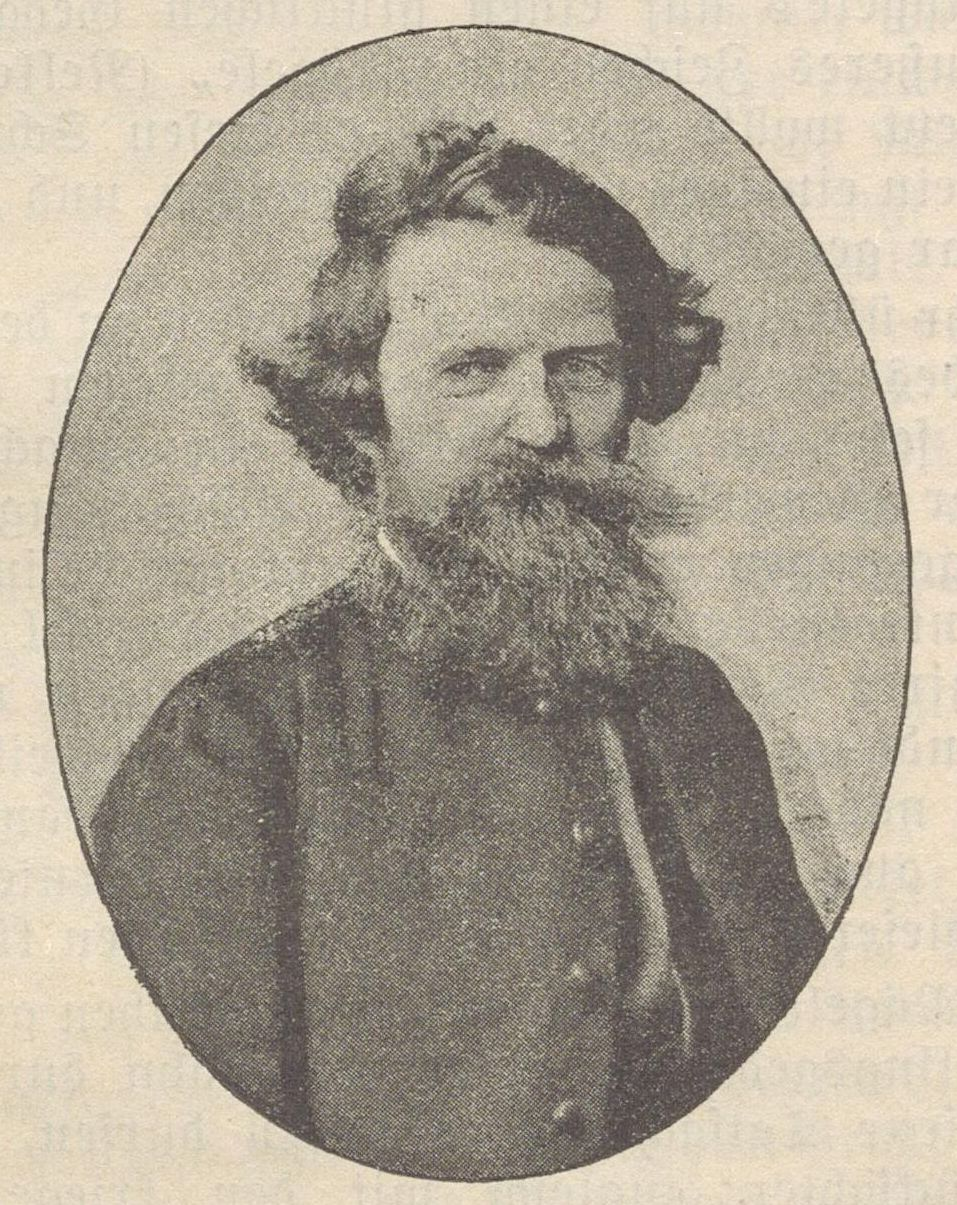
Franz Hopf

Franz Hopf  (* 4. Juli 1807 in Winterlingen; † 27. Mai 1887 in Calw) war ein deutscher Politiker, evangelischer Pfarrer, Redakteur und Landtagsabgeordneter in Württemberg.

## Leben
Hopf wurde während seines Studiums 1824 Mitglied der Burschenschaft Germania Tübingen und war ab 1828 Vikar und ab 1844 Pfarrer in Hohenhaslach. Er wurde 1849 und 1850 als Abgeordneter des Bezirks Vaihingen in die württembergische Ständekammer gewählt. 1851 verlor er seinen Sitz in der Ständekammer, bis er 1856 wiedergewählt wurde und dann bis zum Erreichen der Altersgrenze 1876 Abgeordneter blieb. 1850 wurde Hopf als Pfarrer nach Endingen strafversetzt. 1853 wurde er aus dem kirchlichen Dienst entfernt und übernahm 1858 die Redaktion der demokratischen Zeitschrift Der Beobachter; 1862 gründete er das Blatt Gradaus.